# Маттео Паро
Маттео Паро (італ. Matteo Paro, нар. 17 березня 1983, Асті) — італійський футболіст, що грав на позиції півзахисника, зокрема за «Ювентус», «Дженоа» та юнацьку збірну Італії. 
По завершенні ігрової кар'єри — тренер.

## Клубна кар'єра
Народився 17 березня 1983 року в Асті. Займався футболом у місцевих командах, а 1994 року був запрошений до академії «Ювентуса».
У дорослому футболі дебютував за головну команду туринців у сезоні 2002/03, зокрема взявши участь в одній грі національної першості, виграної його командою.
Проте до планів тренерів основної команди не увійшов і 2003 року змінив клубну прописку на «К'єво», звідки за півроку був відданий в оренду до третьолігового «Кротоне». Влітку 2005 року став гравцем «Сієни», де по ходу сезону 2005/06 був основним гравцем команди на рівні елітного італійського дивізіону.
Влітку 2006 року повернувся до «Ювентуса», який саме був відправлений до другого дивізіону через залученість до корупційного скандалу Кальчополі. Був основним гравцем рідної команди на рівні Серії B, допомігши їй повернутися до найвищого дивізіону, де, утім, її керівництво на свого вихованця вже не розраховувало і погодило його перехід до «Дженоа» за 1,5 мільйона євро.
У складі генуезців мав регулярну ігрову практику в Серії A 2007/08, утім згодом втратив місце у їх складі і був відправлений в оренду спочатку до «Барі», а згодом до друголігової «П'яченци».
У першій половині 2010-х пограв на рівні другого, третього і навіть четвертого італійських дивізіонів за «Віченцу», СПАЛ та «Мантову», а завершував ігрову кар'єру у друголіговому «Кротоне», у 2015–2016 роках.

## Виступи за збірну
2003 року дебютував у складі юнацької збірної Італії (U-20), загалом на юнацькому рівні взяв участь у 6 іграх, відзначившись одним забитим голом.

## Кар'єра тренера
Розпочав тренерську кар'єру невдовзі по завершенні кар'єри гравця, 2017 року, увійшовши до тренерського штабу клубу «Дженоа», де працював на посаді технічного асистента хорватського спеціаліста Івана Юрича.
Згодом працював помічником Юрича у тренерських штабах італійських же «Верони», «Торіно» та «Роми», а 2025 року асистував йому у тренерському штабі англійського «Саутгемптона».

## Статистика виступів

### Статистика клубних виступів
| Сезон               | Команда             | Чемпіонат           | Чемпіонат | Чемпіонат | Національний кубок | Національний кубок | Національний кубок | Континентальні кубки | Континентальні кубки | Континентальні кубки | Інші змагання | Інші змагання | Інші змагання | Усього | Усього |
| Сезон               | Команда             | Ліга                | Ігор      | Голів     | Ліга               | Ігор               | Голів              | Ліга                 | Ігор                 | Голів                | Ліга          | Ігор          | Голів         | Ігор   | Голів  |
| ------------------- | ------------------- | ------------------- | --------- | --------- | ------------------ | ------------------ | ------------------ | -------------------- | -------------------- | -------------------- | ------------- | ------------- | ------------- | ------ | ------ |
| 2002–03             | «Ювентус»           | A                   | 1         | 0         | КІ                 | 3                  | 0                  | ЛЧ                   | 1                    | 0                    | СІ            | -             | -             | 5      | 0      |
| 2003-січ. 2004      | «К'єво»             | A                   | 0         | 0         | КІ                 | 0                  | 0                  | -                    | -                    | -                    | -             | -             | -             | 0      | 0      |
| січ.-черв. 2004     | «Кротоне»           | C1                  | 15+4      | 2         | КІ-C               | 0                  | 0                  | -                    | -                    | -                    | -             | -             | -             | 19     | 2      |
| 2004–05             | «Кротоне»           | B                   | 39        | 3         | КІ                 | 3                  | 0                  | -                    | -                    | -                    | -             | -             | -             | 42     | 3      |
| 2005–06             | «Сієна»             | A                   | 28        | 0         | КІ                 | 3                  | 0                  | -                    | -                    | -                    | -             | -             | -             | 31     | 0      |
| 2006–07             | «Ювентус»           | B                   | 28        | 1         | КІ                 | 2                  | 0                  | -                    | -                    | -                    | -             | -             | -             | 30     | 1      |
| Усього за «Ювентус» | Усього за «Ювентус» | Усього за «Ювентус» | 29        | 1         |                    | 5                  | 0                  |                      | 1                    | 0                    |               | -             | -             | 35     | 1      |
| 2007–08             | «Дженоа»            | A                   | 20        | 0         | КІ                 | 2                  | 0                  | -                    | -                    | -                    | -             | -             | -             | 22     | 0      |
| 2008–09             | «Дженоа»            | A                   | 0         | 0         | КІ                 | 0                  | 0                  | -                    | -                    | -                    | -             | -             | -             | 0      | 0      |
| Усього за «Дженоа»  | Усього за «Дженоа»  | Усього за «Дженоа»  | 20        | 0         |                    | 2                  | 0                  |                      | -                    | -                    |               | -             | -             | 22     | 0      |
| 2009-січ. 2010      | «Барі»              | A                   | 0         | 0         | КІ                 | 0                  | 0                  | -                    | -                    | -                    | -             | -             | -             | 0      | 0      |
| січ.-черв. 2010     | «П'яченца»          | B                   | 4         | 0         | КІ                 | -                  | -                  | -                    | -                    | -                    | -             | -             | -             | 4      | 0      |
| 2010–11             | «Віченца»           | B                   | 20        | 1         | КІ                 | 0                  | 0                  | -                    | -                    | -                    | -             | -             | -             | 20     | 1      |
| серп. 2011–12       | «Віченца»           | B                   | 25+2      | 3+0       | КІ                 | -                  | -                  | -                    | -                    | -                    | -             | -             | -             | 27     | 3      |
| Усього за «Віченцу» | Усього за «Віченцу» | Усього за «Віченцу» | 47        | 4         |                    | 0                  | 0                  |                      | -                    | -                    |               | -             | -             | 47     | 4      |
| 2013–14             | СПАЛ                | ЛП-2Д               | 14        | 0         | КІ-ЛП              | -                  | -                  | -                    | -                    | -                    | -             | -             | -             | 14     | 0      |
| 2014–15             | «Мантова»           | ЛП                  | 29        | 2         | КІ-ЛП              | 2                  | 0                  | -                    | -                    | -                    | -             | -             | -             | 31     | 2      |
| 2015–16             | «Кротоне»           | B                   | 13        | 0         | КІ                 | 2                  | 0                  | -                    | -                    | -                    | -             | -             | -             | 15     | 0      |
| Усього за Crotone   | Усього за Crotone   | Усього за Crotone   | 71        | 5         |                    | 5                  | 0                  |                      | -                    | -                    |               | -             | -             | 76     | 5      |
| Усього за кар'єру   | Усього за кар'єру   | Усього за кар'єру   | 242       | 12        |                    | 17                 | 0                  |                      | 1                    | 0                    |               | -             | -             | 260    | 12     |

## Титули і досягнення
- Чемпіон Італії (1):

«Ювентус»: 2002-2003